# أندرياس التمان
أندرياس التمان (بالألمانية: Andreas Altmann)‏ هو بروفيسور واقتصادي نمساوي، ولد في 20 يونيو 1963 في Obertrum ‏ في النمسا.